# میخائیل چیهیر
میخائیل چیهیر (به بلاروسی: Міхаіл Мікалаевіч Чыгір)؛ زادهٔ ۲۴ مه ۱۹۴۸) یک سیاست‌مدار اهل بلاروس است که از ۲۱ ژوئیه ۱۹۹۴ تا ۱۸ نوامبر ۱۹۹۶ نخست‌وزیر این کشور بود.